# Madison Leisle
Madison Janis Leisle (* 2. Juni 1999) ist eine US-amerikanische ehemalige Kinderdarstellerin.

## Leben und Karriere
Madison Leisle wurde im Juni 1999 als jüngste von drei Geschwistern geboren. Sie hat zwei ältere Brüder, die ebenfalls Schauspieler sind. Ihr Schauspieldebüt gab sie 2005 im Pilotfilm zur UPN-Serie The Studio, gefolgt von kleineren Rollen im Fernsehfilm Liebe löst den Schmerz und im Kurzfilm Shades of Grey. 2007 absolvierte sie in der Serie Grey’s Anatomy zwei Gastauftritte als Lisa im Kindesalter. 2009 stand sie für den Kurzfilm The City of Lights, einer Episode der Krimiserie The Mentalist, sowie für drei Episoden der Mysteryserie Ghost Whisperer – Stimmen aus dem Jenseits als Julia Miller vor der Kamera. Für den Kurzfilm konnte sie bei den Young Artist Awards 2010 den Award als Beste Schauspielerin in einem Kurzfilm gewinnen und wurde darüber hinaus für die Nebenrolle in Ghost Whisperer als Beste wiederkehrende Schauspielerin in einer Fernsehserie nominiert. 2010 folgte eine Rolle als Tarah im Kurzfilm A Fire in a Dovecot, eine im Spielfilm Tötet Katie Malone und eine kurze Gastrolle bei Criminal Minds. Ebenfalls 2010 erhielt sie eine Hauptrolle als Mitschülerin bzw. Joker in der Quiz-Gameshow Are You Smarter Than a 5th Grader?, in der die Kandidaten mit Hilfe von Fünftklässlern Fragen beantworten mussten, um so Geld gewinnen zu können. Für ihre Rolle in Criminal Minds erhielt sie bei den Young Artist Awards 2011 eine Nominierung in der Kategorie Beste Gastdarstellerin in einer Fernsehserie. 2011 war sie bei mehreren Fernsehserien, wie Desperate Housewives und Love Bites, in Gastrollen zu sehen. Ebenfalls 2011 übernahm sie eine größere Nebenrolle in der The-Walking-Dead-Webserie The Walking Dead: Torn Apart, wofür sie letztendlich 2012 ihre zweite Young-Artist-Award-Nominierung als Beste wiederkehrende Schauspielerin in einer Fernsehserie erhielt.

## Filmografie (Auswahl)
- 2006: Liebe löst den Schmerz (Love’s Abiding Joy, Fernsehfilm)
- 2006: Shades of Grey (Kurzfilm)
- 2007: Grey’s Anatomy (Fernsehserie, zwei Episoden)
- 2009: The City of Lights (Kurzfilm)
- 2009: The Mentalist (Fernsehserie, Episode 2x03)
- 2009: Ghost Whisperer – Stimmen aus dem Jenseits (Ghost Whisperer, Fernsehserie, drei Episoden)
- 2010: A Fire in a Dovecot
- 2010: Tötet Katie Malone (Kill Katie Malone)
- 2010: Criminal Minds (Fernsehserie, Episode 6x10)
- 2010–2011: Are You Smarter Than a 5th Grader? (Fernsehserie)
- 2011: Desperate Housewives (Fernsehserie, Episode 7x19)
- 2011: Love Bites (Episode 1x06)
- 2011: The Walking Dead: Torn Apart (Webserie, sechs Episoden)
- 2013: Free Samples

## Auszeichnungen und Nominierungen
| Jahr | Auszeichnung       | Für                                        | Kategorie                                                            | Resultat  |
| ---- | ------------------ | ------------------------------------------ | -------------------------------------------------------------------- | --------- |
| 2010 | Young Artist Award | The City of Lights                         | Best Performance in a Short Film – Young Actress                     | Gewonnen  |
| 2010 | Young Artist Award | Ghost Whisperer – Stimmen aus dem Jenseits | Best Performance in a TV Series – Recurring Young Actress            | Nominiert |
| 2011 | Young Artist Award | Criminal Minds                             | Best Performance in a TV Series – Guest Starring Young Actress       | Nominiert |
| 2012 | Young Artist Award | The Walking Dead: Tom Apart                | Best Performance in a TV Series – Recurring Young Actress            | Nominiert |
| 2012 | Young Artist Award | Love Bites                                 | Best Performance in a TV Series – Guest Starring Young Actress 11–13 | Nominiert |